# Dave Steckel
David "Dave" Steckel, född 15 mars 1982 i Milwaukee, är en amerikansk professionell ishockeyspelare som spelar för Anaheim Ducks i NHL. Han har tidigare representerat Toronto Maple Leafs, New Jersey Devils och Washington Capitals.
Steckel draftades i första rundan i 2001 års draft av Los Angeles Kings som 30:e spelare totalt.